# Alade Aminu
Abdul Wahab „Alade” Aminu Jimoh (ur. 14 września 1987 w Atlancie) – amerykański koszykarz, występujący na pozycji środkowego, posiadający także nigeryjskie obywatelstwo, reprezentant tego kraju, obecnie zawodnik Chemidoru Teheran.
Przez lata występował w rozgrywkach letniej ligi NBA. Reprezentował tam kolejno: Washington Wizards (2009), Atlantę Hawks (2010), Charlotte Hornets (2010), Toronto Raptors (2013).
10 września 2019 został zawodnikiem Polskiego Cukru Toruń.
16 grudnia 2020 dołączył do hiszpańskiego Bilbao Berri.
2 stycznia 2022 zawarł umowę z irańskim Chemidorem Teheran.

## Osiągnięcia
Stan na 19 stycznia 2021, na podstawie, o ile nie zaznaczono inaczej.
NCAA
- Uczestnik turnieju NCAA (2007)

Drużynowe
- Mistrz:
  - Francji (2012)
  - Libanu (2017)
- Wicemistrz EuroChallenge (2012, 2013)
- Zdobywca:
  - pucharu:
    - klubowego Azji Zachodniej (WABA – 2017)
    - Francji (2011, 2012)
    - Liderów Francji (2012)

  - superpucharu Francji (2017)
- Finalista:
  - klubowego Pucharu Mistrzów Azji (2016)
  - Pucharu Polski (2020)[7]
- Uczestnik rozgrywek Ligi Mistrzów (2017/2018)

Indywidualne
- Zaliczony do III składu D-League (2010)
- Uczestnik meczu gwiazd:
  - D-League (2010)
  - ligi:
    - francuskiej LNB Pro A (2012)
    - izraelskiej (2016)
- Lider ligi izraelskiej w zbiórkach (2016)

Reprezentacja
- Mistrz Afryki (2015)
- Zwycięzca afrykańskich kwalifikacji do mistrzostw świata (2017)
- Brązowy medalista kwalifikacji olimpijskich (2012)
- Uczestnik:
  - igrzysk olimpijskich (2012 – 10. miejsce, 2016 – 11. miejsce)
  - mistrzostw Afryki (2013 – 7. miejsce, 2015)